# بوشعيب المباركي
بوشعيب المباركي (12 يناير 1978–) هو لاعب كرة قدم مغربي سابق، لعب لعدة أندية مغربية وقطرية، وسبق له وأن لعب مع الأهلي السعودي.
لعب مع نادي الوكرة القطري ونادي الوصل الإماراتي، وفي عام 2005 انتقل إلى نادي الرجاء البيضاوي، وفي عام 2005 انتقل إلى نادي الريان القطري، ولعب معهم حتى عام 2007، وفي عام 2007 انتقل إلى نادي العربي القطري، وانتقل إلى نادي غرونوبل الفرنسي سنة 2007، ثم في أغسطس 2010 عاد إلى نادي الرجاء البيضاوي.
لعب موسم 2010-2011 مع الرجاء البيضاوي وشارك في 24 مباراة سجل فيها خمسة أهداف في الدوري المغربي.

## الألقاب

### النادي
الرجاء الرياضي
- الدوري المغربي لكرة القدم (4) : 1999، 2000، 2001، 2011
- كأس العرش (1) : 2005
- دوري أبطال أفريقيا (1) : 1999
- كأس السوبر الأفريقي (1) : 2000

 نادي الوكرة
- كأس أمير قطر (1) : 2005

 نادي الريان
- كأس أمير قطر (1) : 2006

## روابط خارجية
- بوشعيب المباركي على موقع الاتحاد الدولي (مؤرشف)  (الإنجليزية)
- بوشعيب المباركي على موقع رابطة كرة القدم الفرنسية للمحترفين (الإنجليزية)
- بوشعيب المباركي على موقع قاعدة بيانات كرة القدم.إي يو (الإنجليزية)
- بوشعيب المباركي على موقع ناشيونال فوتبول تيمز (الإنجليزية)
- بوشعيب المباركي على موقع كووورة
- بوشعيب المباركي على موقع أوليمبيديا (الإنجليزية)